# Sprachraum
En lingüística, una sprachraum (/ˈsprɑːkraʊm/; alemany: [ˈʃpʁaːxˌʁaʊm]:, "espai de la llengua") és una regió geogràfica on es parla la mateixa primera llengua o el mateix grup de llengües, amb variacions dialectals.

## Característiques
La majoria de sprachraums no segueix fronteres nacionals. Per exemple, la meitat d'Amèrica del Sud forma part de l'sprachraum espanyola (Hispanofonia), i un país petit com Suïssa es troba a la intersecció de tres Sprachraums. Una Sprachraum també pot estar separada per oceans.
Les quatre principals sprachraums occidentals són les de l'anglès, el castellà, el portuguès i el francès (segons el nombre de parlants). L'sprachraum anglès (Anglosphere o anglosfera) recorre tot el globus, agrupant el Regne Unit, Irlanda, Estats Units, Canadà, Austràlia, i Nova Zelanda; degut a les moltes colònies britàniques que han adoptat l'anglès com la seva llengua oficial, conjuntament amb les llengües locals (així com l'Índia o Sud-àfrica). La sprachraum francesa (Francophonie o Francofonia). La Francophonie també és el nom d'una organització internacional composta per tots els països on el francès és llengua oficial.
La sprachraum portuguesa o Lusosfera o Lusofonia (en portuguès: Lusofonia) és una entitat cultural que inclou els països on el portuguès és la llengua oficial, i a més, la diàspora portuguesa. També inclou persones que potser no tenen ancestres portuguesos però estan culturalment i lingüística lligats a Portugal. La Comunitat de Països de Llengua Portuguesa (en portuguès: Comunidade dos Países de Língua Portuguesa, abreujat a CPLP) és l'organització intergovernmental de la Lusofonia, aquelles nacions en què el portuguès és llengua oficial.
Per extensió, una sprachraum també pot incloure un grup de llengües relacionades, com per exemple, la sprachraum escandinava, que inclou Noruega, Suècia, Dinamarca, Islàndia, i les illes Fèroe, mentre que la sprachraum finesa està conformada per Finlàndia, Estònia i àrees adjacents d'Escandinàvia i Rússia.
Fins i tot dins d'una sola sprachraum hi poden haver diferents llengües relacionades, també anomenat continu dialectal. Un exemple clàssic és el de les varietats de xinès, que són mútuament inintel·ligibles en les seves variants parlades, però normalment es consideren la mateixa llengua i tenen un sistema d'escriptura no-fonètic unificat. L'àrab també té una situació similar, però el seu sistema d'escriptura (l'abjad) reflecteix la pronunciació i la gramàtica d'una llengua literària comuna (l'àrab modern estàndard).

## Exemples

### Llengües germàniques
- Anglosphere (l'Anglosfera)
- Unió de la Llengua Neerlandesa
- Entitats territorials on l'alemany és llengua oficial
- Grup de les llengües germàniques europees

### Llengües romàniques
- Països catalans (els països de parla catalana d'Europa)
- Llista d'entitats territorials on el francès és llengua oficial
- Hispanofonía (on espanyol és parlat)
- Europa llatina
- Lusofonia

### Altre llengües Indo-Europees
- Cinturó de l'Hindi
- Paneslavisme
- Gran Iran (persa i llengües relacionades)

### Altres llengües
- Món àrab
- Austronesia
  - Mon malaïsi
- Sinofonia (llocs en què s'hi parlen varietats del xinès)
- Països túrquesos